# Leptonetela longli
Espèce
Leptonetela longli est une espèce d'araignées aranéomorphes de la famille des Leptonetidae.

## Distribution
Cette espèce est endémique du Guangxi en Chine,. Elle se rencontre dans une rivière souterraine dans le xian de Nandan.

## Description
Le mâle holotype mesure 1,88 mm et la femelle paratype 1,95 mm.

## Étymologie
Son nom d'espèce lui a été donné en référence au lieu de sa découverte, Longli.

## Publication originale
- Wang, Xu & Li, 2017 : Integrative taxonomy of Leptonetela spiders (Araneae, Leptonetidae), with descriptions of 46 new species. Zoological Research, vol. 38, no 6, p. 321-448.